# Szentmártoni Norman
Szentmártoni Norman (1985. június 5. –) magyar musicalszínész. 

## Életpályája
1985-ben született. Édesapja St. Martin zenész, édesanyja Szentmártoni Ildikó művészettörténész. Gyermekként orvosnak készült, majd a Budapesti Corvinus Egyetem gazdaságinformatika szakán tanult. Később a Pesti Broadway Stúdióban végzett. 2011-től a Budapesti Operettszínház több előadásában is rendszeresen szerepel. 2023-ban versenyzett a Sztárban sztár leszek! című műsor 4. évadában.

## Fontosabb színházi szerepei
- Rómeó és Júlia (Escalus)
- Veled, Uram! (Aba Sámuel, Torda táltos)
- Menyasszonytánc (András, Gáspár)
- A Szépség és a szörnyeteg (Szörnyeteg, Gaston)
- Erdei kalamajka (Durung)